# Huang Jianxin
Huang Jianxin (xinès simplificat: 黄建新) (Xi'an 1954 -) guionista, productor i director de cinema xinès. Un dels directors més representatius de la Cinquena Generació de cineastes xinesos.

## Biografia
Huang Jianxin va néixer el 14 de juny de 1954 a Xi'an, província de Shaanxi (Xina). El 1970, va entrar a l'Exèrcit Popular d'Alliberament, fent suport terrestre a l'aeroport de la Força Aèria. El 1976, després de ser desmobilitzat de l'exèrcit, va treballar com a fotògraf al Centre de Publicitat Sanitària de Xi'an.
El 1979, després de graduar-se a la Universitat del Nord-oest, Huang va entrar a l'estudi de cinema de Xi'an, on va fer d' editor i guionista, i va escriure el guió de la pel·lícula "Female Scout".
El 1983 va exercir com a subdirector del llargmetratge "Magistrat del comtat de Liu Jin"; el mateix any va ingressar al departament de directors de l'Acadèmia de Cinema de Pequín. El 1984, va coproduir el llargmetratge "Reminiscència sota la pluja lleugera" amb Zhang Xin i va adaptar el guió literari de la pel·lícula "Cançó dels carros".
El seu debut a la direcció el 1985, el va fer amb el film 黑炮事件 (The Black Cannon Incident) que va ser seleccionat pels Hong Kong Film Awards del 2005 com una de les "100 pel·lícules més grans dels darrers 100 anys". La pel·pel·lícula es d'un humor àcid i satíric que serà el segell distintiu de les properes pel·lícules del director. L'any següent en va fer una seqüela, 错位, (Dislocation).
Per a la seva tercera pel·lícula, adaptà un relat de l'escriptor i guionista Wang Shuo (王朔), representant d "l'Escola de Pequín", creador molt popular, i alhora criticat per fer "literatura hooligan" ("pizi wenxue" 痞子 文学): "Samsara" (轮回) és una reflexió sobre el futur desesperat d'un personatge típic de l'univers boig de Wang Shuo.
El 1988 amb el film “Reincarnation" va participar en la secció oficial el Festival Internacional de Cinema de Sant Sebastià.
L'enduriment polític arran dels fets de les protestes de la plaça de Tian'anmen de 1989 va provocar que Huang Jianxin marxés durant un any a Austràlia, però ja se'l considera un precursor de la generació de directors que sorgirà a partir del 1990, per la seva elecció de temes urbans, decididament en contra dels temes tractats pels directors de la cinquena generació.  
Quan va tornar a la Xina, va continuar amb arguments sobre la vida a les petites ciutats de província, i després es va dedicar a filmar comèdies lleugeres que d'alguna forma havien de ser una de les solucions adoptades pel cinema xinès per sortir de la seva crisi financera.
El 2001 va dirigir 谁说 我 不在乎 (The Marriage Certificate) protagonitzada per l'actor i director Feng Xiaogang en un moment que tots dos van veure que es podia continuar fent un cinema original mentre es treballa dins el sistema.
Al final Huang es va integrar com a productor a la China Film Group, i estrena el 2009 "The Founding of a Republic", el film oficial de la efemèride del 60è aniversari de la fundació de la República Popular. Huang creu que el cinema oficial xinès es pot convertir en un cinema comercial eficaç que, quan es fa una bona publicitat, té un bon rendiment a la taquilla, i la pel·lícula va batre la primera setmana tots els records de taquilla, gràcies en part a un repartiment estel·lar amb actors com Jackie Chan, Donnie Yen, Ge You, Jiang Wen i Andy Lau. Aquest criteri el va seguir amb les següents obres, "The Founding of a Party" i "Mao Zedong 49".
El 2021 va col·laborar com a guionista en la pel·lícula 长津湖 (en pinyin: Chángjīnhú) coneguda internacionalment en anglès com The Battle at Lake Changjin) dirigida per Chen Kaige i considerada la pel·lícula més cara produïda a la RPX fins al dia d'avui, amb un pressupost d'uns 170 milions d'euros.

## Filmografia

### Com a productor
| Any  | Títol anglès                    | Títol xinès |
| 2001 | Big Shot's Funeral              | 大腕        |
| 2002 | Zhou Yu's Train                 | 周渔的火车  |
| 2003 | Love Undercover 2: Love Mission | 新扎师妹2   |
| 2005 | 2 Young                         | 早熟        |
| 2006 | A Battle of Wits                | 墨攻        |
| 2008 | All About Women                 | 女人不坏    |
| 2014 | The Taking of Tiger Mountain    | 智取威虎山  |
| 2023 | The Fire Thief /Burning Star    | 盗火者      |

### Com a director
| Any  | Títol anglès                    | Títol xinès    |
| 1985 | The Black Cannon Incident       | 黑炮事件       |
| 1986 | Dislocation                     | 错位           |
| 1988 | Samsara                         | 轮回           |
| 1992 | Stand Straight, Don't Bend Over | 站直啰！别趴下 |
| 1994 | The Wooden Man's Bride          | 五魁           |
| 1994 | Back to Back, Face to Face      | 背靠背，脸对脸 |
| 1995 | Signal Left, Turn Right         | 红灯停，绿灯行 |
| 1997 | Surveillance                    | 埋伏           |
| 1999 | Somthing About Secret           | 说出你的秘密   |
| 2000 | Xi'an's Finest                  | 睡不着         |
| 2001 | The Marriage Certificate        | 谁说我不在乎   |
| 2005 | A World Without Thieves         | 天下 无 贼     |
| 2005 | Gimme Kudos                     | 求求你表扬我   |
| 2009 | The Founding of Republic        | 建国大业       |
| 2011 | The Founding of aParty          | 建党伟业       |
| 2019 | Mao Zedong1929                  | 决胜时刻       |
| 2021 | 1921                            | 1921           |

## Premis
| Any  | Film                       | Festival o Institució                                 | Resultat  |
| ---- | -------------------------- | ----------------------------------------------------- | --------- |
| 1995 | Back to Back, Face to Face | Golden Rooster Award (Jinji Jiang) al millor director | Guanyador |
| 1997 | Surveillance (Ambush)      | Golden Rooster Award (Jinji Jiang) al millor director |           |
| 2005 | Gimme Kudos                | Festival Internacional de Cinema de Xangai            | Guanyador |